# Olivia Wilde
Olivia Wilde (født Olivia Jane Cockburn 10. marts 1984) er en amerikansk skuespiller. Hun var med i serien House M.D. hvor hun spillede rollen som Dr. Remy Hadley "Thirteen".
Hun har en søster der hedder Chloe Frances Cockburn og en bror der hedder Charlie Philip Cockburn.

## Privat
Hun blev i 2014 sammen med Jason Sudeikis forældre til en søn, og i 2016 en datter. I november 2020, annoncerede de at deres forhold siden 2011 sluttede, hvilket desuden blev enden på en syv år lang forlovelse.